# بركان مركب

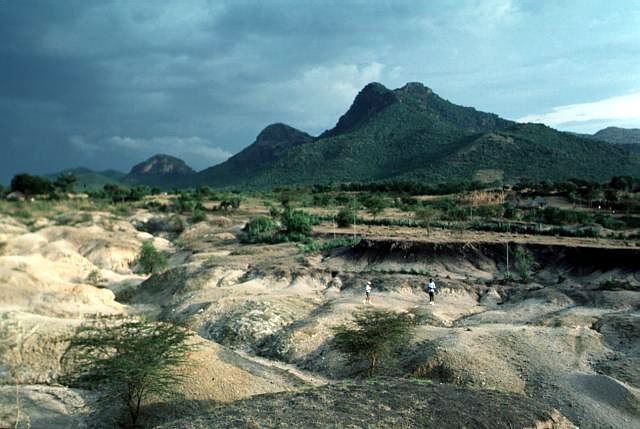
جبل هوما، في كينيا، عام 1994

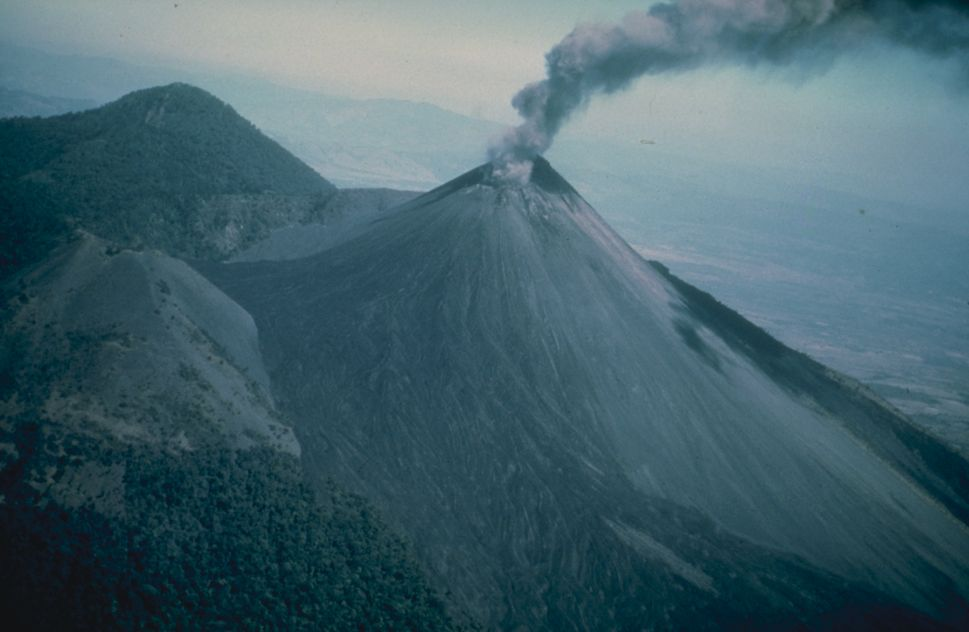
ثوران بركان بكايا في غواتيمالا عام 1976

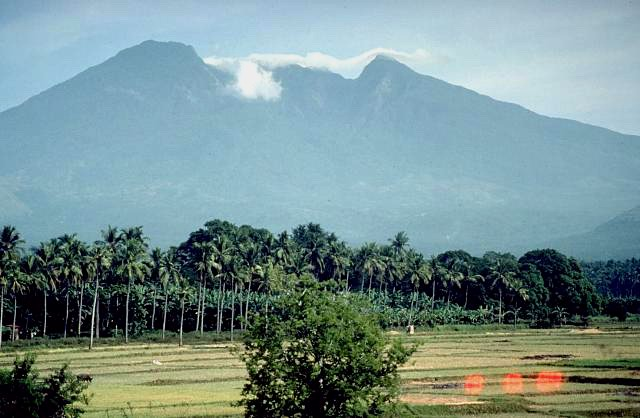
جبل باناهاو، في لوزون بالفلبين عام 1989

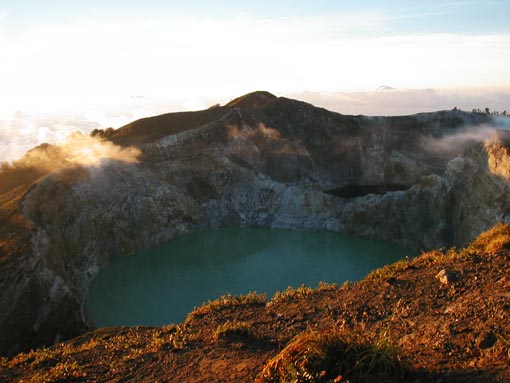
كيلموتو، بفلوريس، في إندونيسيا

البركان المركب، والذي يسمى أيضًا البركان المجمع، هو بركان يتمتع بأكثر من خاصية. ويتشكل نتيجة التغييرات التي تحدث في خصائصه البركانية أو موقع الفتحات المتعددة في منطقة ما. قد تشكل البراكين الطبقية براكينَ مركبة، نظرًا لأنها قد تتداخل مع غيرها من خلال الانفجارات البركانية المتكررة، وتدفقات الحمم البركانية والتدفقات البركانية الفتاتية لإنشاء قمم وفتحات متعددة. كذلك يمكن للبراكين الطبقية تشكيل كالديرا كبيرة يتم ملؤها من خلال العديد من مخاريط الرماد، وقبب الحمم البركانية والفوهات البركانية وقد تتطور أيضًا على حافة الكالديرا.
وعلى الرغم من أنها أنواع غير عادية نسبيًا من البراكين، فهي تنتشر على نطاق واسع في العالم وفي التاريخ الجيولوجي. وتنتشر الطفلات البركانية المتغيرة المتكونة من تدفق الرماد انتشارًا كبيرًا في صخور عصر ما قبل الكمبري في شمال نيومكسيكو، والتي تشير إلى أن مجمعات كالديرا كانت شيئًا هامًا لفترة طويلة من تاريخ الأرض. ويقع متنزه يلوستون الوطني على ثلاثة مجمعات كالديرا مغطاة جزئيًا. ويعتبر كالديرا الوادي الطويل الواقع في شرق كاليفورنيا أيضًا بركانًا مركبًا؛ حيث تتشكل جبال سان خوان في جنوب غرب كولورادو على مجموعة من مجمعات كالديرا التي تكونت في عصر النيوجين، ويعتبر العديد من صخور الحقبة الوسطى والدهر الحديث في نيفادا، بأيداهو، وشمال كاليفورنيا أيضًا مجمعات كالديرا وطفلات بركانية متكونة من تدفق الرماد. وتعتبر كالديرا بحيرة بينيت في كولومبيا البريطانية ومقاطعة يوكون مثالاً آخر على مجمعات الكالديرا في الدهر الحديث (الإيوسين).

## أمثلة
- أكيتا تيك ياما (بهونشو، في اليابان)
- أساكا (بشبه جزيرة كامشاتكا، في روسيا)
- أساما (بهونشو، في اليابان)
- كوساتسو - شايرين (بكوساتسو، جونما، في اليابان)
- بناهاو (بلوزون، في الفلبين)
- كالديرا بحيرة بينيت (بكولومبيا البريطانية/يوكون، في كندا)
- المجمع البركاني لجبل إيدزيزا (بكولومبيا البريطانية، في كندا)
- غاليرا (بكولومبيا، في أمريكا الشمالية)
- مجموعة جرونزي (بجزر الكوريل، في روسيا)
- جبل هوما (بشرق إفريقيا، في كينيا)
- بركان إيرازو في (كوستاريكا)
- إسكيا، في (إيطاليا)
- كيلموتو (بفلورينس، في إندونيسيا)
- لاس بيلاس (في نيكاراجوا)
- كالديرا الوادي الطويل (بكاليفورنيا، في الولايات المتحدة)
- جزر ماكدونالد (بالمحيط الهندي في أستراليا)
- جبل ميجير (بكولومبيا البريطانية، في كندا)
- مورن تروا بيتون في (دومينيكا)
- موندوا (بجزيرة نيو بريتين، في بابوا غينيا الجديدة)
- باكايا في (غواتيمالا)
- بوييه كوردون كاوليه في (تشيلي)
- بركان رينكون دي لا فيجا في (كوستاريكا)
- كالديرا سيلفرثرون (بكولومبيا البريطانية، في كندا)
- مضيق سانت أندرو (بالجزر الأميرالية، في بابوا غينيا الجديدة)
- بركان تال، (بباتانجاس، في الفلبين)
- الشقيقات الثلاثة (ولاية أوريغون) (بأوريغون، في الولايات المتحدة)
- الثلاثة ملوك (بأوكلاند، في نيوزيلندا)
- تونجاريروا، في (نيوزيلندا)
- كالديرا فاليس (بنيو مكسيكو، في الولايات المتحدة)
- جزيرة الحوت في (نيوزيلندا)
- كالديرا يلوستون (بوايومنغ، في الولايات المتحدة)